# La Torreta (Alps Marítims)
Torreta d'en Castèu (en francès Tourette-du-Château) és un municipi francès situat al departament dels Alps Marítims i a la regió de Provença – Alps – Costa Blava.

## Demografia
| 1962                                       | 1968 | 1975 | 1982 | 1990 | 1999 | 2006 |
| ------------------------------------------ | ---- | ---- | ---- | ---- | ---- | ---- |
| 38                                         | 39   | 23   | 38   | 66   | 89   | 114  |
| Des de 1962: població sense dobles comptes |      |      |      |      |      |      |

## Administració
| Període   | Identitat                    | Partit |
| --------- | ---------------------------- | ------ |
| 2001-2008 | Jean-Claude Misuri-Masseglia |        |
| 2008-     | Martine Asso-Chabaud         |        |